# シン・シティ 復讐の女神
『シン・シティ 復讐の女神』（シン・シティ ふくしゅうのめがみ、原題: Sin City: A Dame to Kill For）は、2014年公開のクライム・スリラー、ネオ・ノワール映画。2005年の映画『シン・シティ』の続編である。フランク・ミラーによるコミック『シン・シティ』シリーズの2冊目である『A Dame to Kill For』を原作とし、ロバート・ロドリゲスとミラー、ウィリアム・モナハンが脚本を執筆し、ロドリゲスとミラーが共同で監督した。前作と同じくR15+指定。
当初は2013年10月4日に公開の予定だったが、2014年8月22日に延期された。日本では2015年1月10日に公開。

## あらすじ

### Just Another Saturday Night
前作『シン・シティ』でのエピソード「イエロー・バスタード」でジョン・ハーティガン（ブルース・ウィリス）とナンシー・キャラハン（ジェシカ・アルバ）が再会した夜、マーヴ（ミッキー・ローク）にもまた別の出来事がおきていた。

### The Long Bad Night (Part I)
ギャンブラーのジョニー（ジョセフ・ゴードン＝レヴィット）はシン・シティの大物であるロアーク（パワーズ・ブース）に大勝負を仕掛ける。途中、彼は若いストリッパーのマーシー（ジュリア・ガーナー）と出会う。

### A Dame to Kill For
かつて恋人だったエヴァ・ロード（エヴァ・グリーン）が、億万長者の夫ダミアンから逃れてドワイト・マッカーシー（ジョシュ・ブローリン）の前に現れる。

### The Long Bad Night (Part II)
ジョニーはポーカーで大勝後、メンツを潰されたロアークの怒りをかって全身ボロボロ、金も失う。それでも心は折れず、またロアークにカードゲームを挑む。

### Nancy's Last Dance
「イエロー・バスタード」から4年後のナンシーが描かれる。ハーティガンが命を落とした日以降、身を持ち崩していく日々を送りながらも復讐の機会を伺っていたナンシーに、ついに好機が訪れる。

## キャスト
※括弧内は日本語吹替
- マーヴ（英語版） - ミッキー・ローク[12]（安原義人）
- ナンシー・キャラハン（英語版） - ジェシカ・アルバ[3]（小林沙苗）
- ドワイト・マッカーシー（英語版） - ジョシュ・ブローリン[13]（堀内賢雄）
- ジョニー - ジョセフ・ゴードン＝レヴィット[14]（内田夕夜）
- ゲイル - ロザリオ・ドーソン[12]（本田貴子）
- ジョン・ハーティガン（英語版） - ブルース・ウィリス[15]（樋浦勉）
- エヴァ・ロード（英語版） - エヴァ・グリーン[16]（朴璐美）
- ロアーク上院議員 - パワーズ・ブース[17]（若本規夫）
- マヌート - デニス・ヘイスバート[18]（銀河万丈）
- ジョーイ - レイ・リオッタ[19][20]（さかき孝輔）
- ウォレンクイスト - ステイシー・キーチ[21]
- ゴールディとウェンディ（英語版） - ジェイミー・キング[22]
- クローニグ医師 - クリストファー・ロイド
- ミホ（英語版） - ジェイミー・チャン[22]
- ボブ - ジェレミー・ピヴェン[19][20]
- モート - クリストファー・メローニ[19][23]（岡井克升）
- サリー - ジュノー・テンプル[19][20]（藤野泰子）
- ダミアン・ロード - マートン・チョーカシュ[24]
- リボウィッツ - ジュード・チコレッラ
- マーシー - ジュリア・ガーナー[9][19]
- バーサ - レディー・ガガ（下山田綾華）
- ギルダ - アレクサ・ヴェガ
- ダラス - パトリシア・ボンヌ（英語版）
- サム - フランク・ミラー（カメオ出演）
- サムの友人 - ロバート・ロドリゲス（カメオ出演）

## 製作
2005年に『シン・シティ』が公開された後、ロドリゲスは同じキャラクターが多数登場する続編の計画を発表した。彼は『A Dame to Kill For』を原作とすることを計画した。2006年に脚本を執筆していたミラーは、同年末に製作を開始するだろうと予想した。しかしながらロドリゲスは脚本が完成し、スタジオが手にするまで公式なキャスティングが始まらないと発言した。
製作は予想されたとおり、数年にわたって開始されなかった。ミラーは、自身とロドリゲスが脚本を完成させたことを明かしたが、2007年のコミコン・インターナショナルでは遅れのことでワインスタイン兄弟を非難した。ロドリゲスは『バーバレラ』の続編を監督する契約を結び、『Sin City 2』の話は宙に浮いた。
2011年のコミコン・インターナショナルにて、ロドリゲスは『Sin City 2』の脚本が完成に近づいており、年末までに撮影開始することを希望していることを明かした。ロドリゲスは、『Sin City 2』は『A Dame to Kill For』とミラーが映画のために執筆した新たなオリジナルストーリー2話で構成され、そのうちの1話は「The Long, Bad Night」という題であること明かした。2011年8月、ロドリゲスは脚本がほぼ完成に近づいており、すでに映画のために資金提供を受けており、完了すれば製作を開始すると述べた。2011年9月、ウィリアム・モナハンがミラーの脚本に最後の仕上げを追加するために参加したことが明らかとなった。
2012年3月、ロドリゲスは『Sin City 2』の製作は2012年半ばに開始すると発表した。彼はまた、キャストは前作のものと「同じ口径との折衷主義」になるだろうと述べた。
2012年4月13日、映画のタイトルは『Sin City: A Dame to Kill For』に確定し、製作開始は同年夏であると報じられたが、実際には2012年10月末に始まった。

### キャスティング
ロドリゲスはエヴァ・ロード役にはアンジェリーナ・ジョリーを希望し、他にサルマ・ハエックとローズ・マッゴーワンも噂された。ミラー自身もまたジョリーに興味を持ち、ロドリゲスは彼女と話し合いをした。後にジョリーの代わりにレイチェル・ワイズが候補に挙がっていることが報じられた。しかしながら2012年1月29日、エヴァ・グリーンが同役を務めることが公式に発表された。
ミホ役については、第2子を妊娠中のデヴォン青木の代わりにジェイミー・チャンが務めることが2012年10月29日に報じられた。同年12月5日、他界したマイケル・クラーク・ダンカンに代わってデニス・ヘイスバートがマヌートを演じることが発表された。
2013年1月7日、ジョセフ・ゴードン＝レヴィットが「Daddy's Little Girl」に登場する新キャラクターのジョニー役を務めることが報じられた。後日、ジョシュ・ブローリンがドワイトを演じることが報じられた。
2013年1月29日、レイ・リオッタ、ジュノー・テンプル、クリストファー・メローニ、ジェレミー・ピヴェンの出演が報じられた。リオッタは妻に浮気された実業家のジョーイ、テンプルはジョーイの愛人でオールド・タウン出身の少女のサリー、メローニにはボブの新たなパートナーのモルト役である。ピヴェンは降板したマイケル・マドセンに代わってボブを演じる。また同日、ジュリア・ガーナーが新キャラクターのマーシーを演じることが発表された。

## 評価
レビュー・アグリゲーターのRotten Tomatoesでは193件のレビューで支持率は42%、平均点は5.40/10となった。Metacriticでは38件のレビューを基に加重平均値が46/100となった。